# ژرژ برتا
ژرژ برتا (به فرانسوی: Georges Bereta) بازیکن فوتبال و مهاجم اهل فرانسه است که از سال ۱۹۶۷ تا ۱۹۷۵ میلادی عضو تیم ملی فوتبال فرانسه بوده‌است. وی در ۴۴ بازی ملی حضور داشته است و در بازی‌های ملی‌اش ۴ گل به ثمر رساند.